# Britha
Britha is een geslacht van vlinders van de familie spinneruilen (Erebidae), uit de onderfamilie Hypeninae.

## Soorten
- B. biguttata Walker, 1866
- B. bilineata Wileman, 1915
- B. brithodes Fletcher D. S., 1961
- B. inambitiosa Leech, 1990
- B. luzonica Wileman & West, 1930
- B. pactalis Walker, 1859